# Lian Yu
Lian Yu es el episodio final de la quinta temporada de la serie de televisión estadounidense de drama y ciencia ficción Arrow. El episodio fue escrito por Marc Guggenheim y Wendy Mericle  y dirigido por Jesse Warn. Fue estrenado el 24 de mayo de 2017 en Estados Unidos por la cadena The CW.
Oliver, Slade, Nyssa, Merlyn y Digger Harkness combaten en una épica batalla contra Chase, Black Siren, Artemis y Talia en Lian Yu. Mientras tanto, el resto del equipo intenta escapar de la isla, que acaba explotando tras el suicidio de Chase. En los flashbacks, Oliver mata a Kovar y llama a Moira para decirle que está vivo.

## Elenco
- Stephen Amell como Oliver Queen/Green Arrow.
- David Ramsey como John Diggle.
- Willa Holland como Thea Queen.
- Emily Bett Rickards como Felicity Smoak.
- Echo Kellum como Curtis Holt.
- Josh Segarra como Adrian Chase/Prometheus.
- Paul Blackthorne como Quentin Lance.

## Continuidad
- Este episodio es el final de la quinta temporada de la serie.
- Oliver, Malcolm y Nyssa viajan a Lian Yu en busca de sus amigos.
- Slade y Digger Harkness son liberados de la prisión de ARGUS por Oliver, quien les pide ayuda.
- Harkness revela estar trabajando para Talia al Ghul.
- Malcolm se sacrifica por Thea y aparentemente muere junto a Harkness.
- El equipo Arrow descubre que Lian Yu está equipada con explosivos conectados al cuerpo de Chase, los cuales explotan si Chase muere.
- Oliver ayuda a Diggle, Quentin, Rene y a Dinah a escapar, utilizando el grito sónico de Dinah.
- Nyssa y Talia se enfrentan ferozmente y Nyssa resulta ganadora.
- El equipo es emboscado por Chase, Laurel y otros hombres y comienza una batalla.

- Laurel derrota a Dinah, pero es noqueada por Quentin.
- Oliver derrota a Chase y le exige el paradero de William

- Todos excepto Oliver buscan una forma de salir de la isla antes de que explote.
- Chase escapa en un bote con William pero Oliver se las arregla para llegar a ellos.
- Chase termina suicidándose y Oliver y William desde el bote ven como Lian Yu acaba explotando con sus amigos dentro.
- Este episodio marca las últimas apariciones de los actores Madison McLaughlin, Nick E. Tarabay, Dolph Lundgren y Susanna Thompson.

- Thompson vuelve a interpretar a Moira Queen en este episodio.
- Moira Queen fue vista por última vez en Invasion!.
- Moira es asesinada por Slade Wilson en Seeing Red.

- Es el último episodio en donde Katie Cassidy, Rick Gonzalez y Juliana Harkavy son acreditados como estrellas invitadas.

- Cassidy, Gonzalez y Harkavy son promovidos al elenco principal en la sexta temporada.

## Desarrollo

### Producción
En marzo de 2017, Stephen Amell reveló que el episodio 23 y final de la quinta temporada sería dirigido por Jesse Warn y escrito por Wendy Mericle y Marc Guggenheim, pero no se reveló ningún título. En abril de 2017, Marc Guggenheim anunció el título de serie "Lian Yu".